# Ngày Công lý xã hội thế giới
Ngày Công lý xã hội thế giới, viết tắt là WDSJ (World Day of Social Justice) là ngày lễ quốc tế nhìn nhận nhu cầu thúc đẩy các nỗ lực để giải quyết các vấn đề như nạn nghèo và nạn thất nghiệp, và an sinh xã hội, vv.... Được tổ chức vào ngày 20 tháng 2. 

## Lịch sử
Ngày 26.11.2007, trong khóa họp thứ 62 Đại hội đồng Liên Hợp Quốc đã thông qua Nghị quyết A/RES/62/10, quyết định lấy ngày 20 tháng 2 hàng năm - bắt đầu từ năm 2009 – làm "Ngày Công lý xã hội thế giới", kêu gọi các nước thành viên đưa ra các sáng kiến ở cấp quốc gia để hỗ trợ các mục tiêu mà "Hội nghị thượng đỉnh thế giới về Phát triển xã hội" tại Copenhagen (từ ngày 6-12.3.1995) và Nghị quyết ở khóa họp đặc biệt thứ 24 của "Đại hội đồng Liên Hợp Quốc" tại Genève, mang tên "World Summit for Social Development and future years: achieving social development for all people in a globalized world" (Hội nghị thượng đỉnh Xã hội + 5) đặt ra.
Như Hội nghị thượng đỉnh thế giới đã công nhận, việc phát triển xã hội hướng tới mục tiêu công lý xã hội,đoàn kết, hòa hợp và bình đẳng bên trong và giữa các quốc gia và công lý xã hội, bình đẳng và công tâm (không thiên vị) tạo thành các giá trị cơ bản của tất cả các xã hội.
Để đạt được "một xã hội cho mọi người" các chính phủ đã cam kết việc tạo ra một khuôn khổ hành động để thúc đẩy công lý xã hội ở cấp quốc gia, cấp khu vực và cấp quốc tế. Họ cũng cam kết sẽ thúc đẩy việc phân phối công bằng nguồn thu nhập và quyền tiếp cận tài nguyên nhiều hơn thông qua sự công bằng và bình đẳng cùng cơ hội cho tất cả mọi người. Các chính phủ cũng công nhận là tăng trưởng kinh tế cần thúc đẩy bình đẳng và công lý xã hội và rằng "một xã hội cho tất cả mọi người" phải được dựa trên công lý xã hội cùng việc tôn trọng tất cả các quyền con người và quyền tự do cơ bản.